# Oocelyphus nigritus
Oocelyphus nigritus är en tvåvingeart som beskrevs av Shi 1999. Oocelyphus nigritus ingår i släktet Oocelyphus och familjen Celyphidae. Inga underarter finns listade i Catalogue of Life.